# 念林老人
念林 老人（ねんりん の おきな、生没年不詳 ）は、奈良時代の人物。経師。姓はなし。官位は奉写一切経司主典・正八位上。

## 出自
念林氏は出自は未詳で、渡来系氏族と考えられている。8世紀前半から後半にかけて皇后宮職写経所・東大寺写経所などに出仕し、経師として経典の書写などに従事したものが多い。この老人のほかにも、神護景雲4年（770年）6月には近親者と思われる念林宅成が経師として貢進されている。

## 経歴
聖武朝の天平11年（733年）4月、写経所に服仕して、布施銭を充てられている、天平感宝元年（743年）閏5月、千部法花経を充てられ、同年6月、写経検定帳に見え、また上紙注文にも見える。
淳仁朝の天平宝字4年（760年）9月、奉写一切経所より請暇（臨時の休暇を申請すること）の限がすぎて召され、同5年（761年）4月、上所より布施布を給されて、同6年（762年）閏12月よりより同7年（763年）2月の間に、二部大般若経本充帳に見え、同7年4月、七百巻経本充帳にも見え、同経料筆直を充てられ、また仁王経を写し、綿を充てられて、同8年（764年）9月、浄衣、筆墨直を充てられている。
称徳朝の神護景雲2年（768年）閏6月、8月、9月、11月、12月はいずれも奉写一切経司移に主典・正八位上として署している。同4年（770年）6月、一族の念林宅成を経師として貢進している。
光仁朝の宝亀3年（772年）3月、墨を充てられ、また奉写大乗経律論目録に名前が見え、以後、奉写一切経所に服仕している。4月、借銭300文を借り、8月、さらに1貫文を借りている。9月、さらに120文を借り、時に番上（非常勤）と記されている。12月、桑内真大宅の被進納の証と見え、同4年（773年）3月、奉写一切経所より布施布を給せられ、6月、9月、10月、この年ともに同様に記されている。
同6年（775年）12月の丸部人主の手実（個人が実情を申告した文書）に「佐官」とあり、年月は未詳であるが、月借銭500文を借り、「主典」と記されている。また、造東大寺司解に散位従六位下と記されているが、抹消されてもいる。
奉写一切経所における写経のことは、以下の通りである。
- 宝亀3年（772年）4月[33]。5月[34]。6月[35]。7月[36]。8月[37]。9月[38]。10月[39]。11月[40]。この年[41]。
- 宝亀4年（773年）2月[42]。5月[43]。6月[44]。7月[45]。10月[46]。閏11月[47]。12月[48]。
- 宝亀5年（774年）2月[49]。3月[50]。10月[51]。11月[52]。

その手実については、
- 宝亀3年（772年）4月[53]。5月[54]。6月[55]。7月[56]。8月[57]。9月[58]。10月[59]。11月[60]。
- 宝亀4年（773年）2月[61]。3月[62]。4月[63]。5月[64]。6月[65]。7月[66]。9月[67]。10月[68]。
- 宝亀5年（774年）2月[49]。3月[69]。5月[70]。7月[71]。9月[72]。10月[73]。11月[74]。
- 宝亀6年（775年）正月[75]・2月[76]。4月[77]。6月[78]。

に現れている。

## 官歴
『大日本古文書』による
- 天平11年（733年）4月：見写経所服仕
- 天平宝字4年（760年）9月：見奉写一切経所服仕
- 神護景雲2年（768年）閏6月：見正八位上・奉写一切経司主典
- 宝亀3年（772年）3月：見奉写一切経所服仕
- 宝亀6年（775年）12月：見佐官